# Тамбала (село)
Тамба́ла (каз. Тамбала) — село у складі Єскельдинського району Жетисуської області Казахстану. Входить до складу Акин-Сарського сільського округу.
Населення — 288 осіб (2021; 343 у 2009, 314 у 1999, 349 у 1989).